# R&F Guangdong Building
El R&F Guangdong Building o Tianjin R&F Guangdong Tower es un rascacielos con la construcción actualmente parada, que se localiza en Tianjin (China), mide 468 m de altura y tiene 91 plantas. Si se llegara a construir se convertiría en el 3º rascacielos más alto de Tianjin, superado por el Goldin Finance 117, de 597 m de altura, el cual es el 3º rascacielos más alto de China y Tianjin CTF Finance Centre. El R&F Guangdong Building tendría 57 ascensores con una velocidad de 8 m/s, además de 91 plantas superiores y 4 plantas bajo el suelo, con un área de 289.860 m².
Su construcción se detuvo poco después de que la estructura superara el nivel del suelo, en el 2015, y desde entonces no se ha visto actividad en la parcela.